# Нугманов, Рашид Мусаевич
Рашид Мусаевич Нугманов (род. 19 марта 1954, Алма-Ата, Казахская ССР, СССР) — советский и казахстанский кинорежиссёр, сценарист, кинопродюсер, киноактёр, общественный деятель.

## Биография
Родился 19 марта 1954 года в Алма-Ате. По национальности казах. Отец из рода Жаппас, мать из рода татарских князей Мамлеевых.
В 1977 году окончил Казахский политехнический институт по специальности архитектура. В 1984 году поступил на режиссёрский факультет ВГИКа в мастерскую Сергея Соловьёва. В 1986 году проходил практику с курсом Соловьёва на его фильме «Чужая белая и рябой». Рашид Нугманов, кроме стажёрства на картине, также исполнил в ней эпизодическую роль.
В 1989 году избран Первым секретарём Союза кинематографистов Казахстана.
Работал с Уильямом Гибсоном над сценарием советско-американского фильма «Цитадель смерти», главную роль в котором должен был исполнить Виктор Цой. В 2014 году Нугманов объявил о своих планах начать съёмки этого фильма и взять на главную роль Александра Цоя, который в свою очередь поддержал эту идею.
С 1992 года, после женитьбы на француженке, живёт во Франции, в городе Туре.
С 1998 года занимается политической деятельностью. В 2007 году в Казани получил свидетельство о дворянском достоинстве (род татарских князей Мамлеевых по материнской линии).
В 2010 году выпустил новую, расширенную версию фильма «Игла» — «Игла Remix» (по словам режиссёра, это первый образец ремикса в кинематографе).
Рашид Нугманов также выступил режиссёром клипа на песню «Дети минут»,
которая вошла в саундрек фильма «Игла Remix». Песня исполнена группой «Ю-Питер» и написана на стихи Виктора Цоя.
В 2016 году избран Президентом Национальной академии кинематографических искусств и наук Казахстана. Является автором сценария и регламента вручения Национальной премии в области кинематографии «Тулпар».
С 2015 по 2017 — Генеральный директор Международного кинофестиваля Евразия.

## Фильмография
| Год  | Фильм                  | Участвовал в качестве | Участвовал в качестве | Участвовал в качестве                 | Участвовал в качестве | Участвовал в качестве                           |
| Год  | Фильм                  | Режиссёр              | Сценарист             | Художник                              | Продюсер              | Актёр                                           |
| ---- | ---------------------- | --------------------- | --------------------- | ------------------------------------- | --------------------- | ----------------------------------------------- |
| 1971 | Снежная банда          | зелёная ✓             | зелёная ✓             | зелёная ✓                             | зелёная ✓             | Бандит в чулке                                  |
| 1977 | Згга                   | зелёная ✓             | зелёная ✓             | зелёная ✓                             | зелёная ✓             | Человек у окна                                  |
| 1986 | Йя-хха                 | зелёная ✓             | зелёная ✓             | зелёная ✓                             | зелёная ✓             |                                                 |
| 1987 | Искусство быть смирным | зелёная ✓             | зелёная ✓             |                                       |                       | Рафаэль                                         |
| 1988 | Игла                   | зелёная ✓             |                       | выцарапал иглой графику на киноплёнке |                       |                                                 |
| 1993 | Дикий Восток           | зелёная ✓             | зелёная ✓             | нарисовал титры к фильму              | зелёная ✓             | Крёстный в маске                                |
| 2010 | Игла Remix             | зелёная ✓             | зелёная ✓             |                                       | зелёная ✓             | Тень Моро / зритель на подпольном концерте Моро |
| 2017 | Memento Vivere         |                       |                       |                                       | зелёная ✓             |                                                 |

## Награды
- Кавалер ордена искусств и литературы (2025 год, Франция)[7].